# Українсько-лесотські відносини
Українсько-лесотські відносини — відносини між Україною та Королівством Лесото. 
Лесото визнала незалежність України 24 січня 1992 року, країни встановили дипломатичні відносини 1 червня 2000 року.
Права та інтереси громадян України в Королівстві Лесото захищає Посольство України в Південній Африці.

## Торгівля
За підсумками 2021 року двостороння торгівля товарами склала 7,4 тис. дол. США. Експорт представлений електричними машинами, обладнанням та їх частинами (6,1 тис. дол. США), а імпорт складався на 57,8% з одягу та додаткових речей до одягу, трикотажних і на 42,2% з електричних машин, обладнання та їх частин.
Торгівля послугами представлена лише експортом (послуги, пов’язані з подорожами) – 18,1 тис. дол. США.